# Stiptophyllum erubescens
Stiptophyllum erubescens är en svampart som först beskrevs av Miles Joseph Berkeley, och fick sitt nu gällande namn av Leif Ryvarden 1973. Stiptophyllum erubescens ingår i släktet Stiptophyllum och familjen Polyporaceae.   Inga underarter finns listade i Catalogue of Life.